# Coppa di Ghana
La Coppa di Ghana (in inglese Ghanaian FA Cup) è una competizione calcistica a eliminazione diretta organizzata dalla Federazione calcistica del Ghana. È il secondo torneo per importanza dopo la Premier League, la massima serie del campionato nazionale.

## Albo d'oro
| Stagione  | Campione                                             | Risultato     | Finalista          |
| --------- | ---------------------------------------------------- | ------------- | ------------------ |
| 1958      | Asante Kotoko                                        |               | Hearts of Oak      |
| 1959      | Asante Kotoko                                        |               | Great Ashantis     |
| 1960      | Asante Kotoko                                        |               | Hearts of Oak      |
| 1961-62   | Real Republicans                                     |               | Hearts of Oak      |
| 1962-63   | Real Republicans                                     |               | Cornerstones       |
| 1963-64   | Real Republicans                                     |               | Great Ashantis     |
| 1965      | Real Republicans                                     | non disputata | Cornerstones       |
| 1966-1967 | non disputata                                        | non disputata | non disputata      |
| 1968      | Mysterious Dwarfs                                    |               | Mighty Eagles      |
| 1969-1972 | non disputata                                        | non disputata | non disputata      |
| 1973      | Hearts of Oak                                        |               | Akotex             |
| 1974      | Hearts of Oak                                        |               | All Blacks         |
| 1975      | Great Olympics                                       |               | Brong Ahafo Utd    |
| 1976      | Dumas Boys of GTP                                    | 2-1           | Hearts of Oak      |
| 1977      | non disputata                                        | non disputata | non disputata      |
| 1978      | Asante Kotoko                                        |               | Gold Stars         |
| 1979      | Hearts of Oak                                        |               | Eleven Wise        |
| 1980      | non disputata                                        | non disputata | non disputata      |
| 1981      | Hearts of Oak                                        |               | R. Tamale Utd      |
| 1982      | Eleven Wise                                          |               | Sekondi Hasaacas   |
| 1983      | Great Olympics                                       |               | Bofoakwa Tano      |
| 1984      | Asante Kotoko                                        | 1-0           | Obuasi Goldfields  |
| 1985      | Sekondi Hasaacas                                     |               | Asante Kotoko      |
| 1986      | Okwawu Utd                                           |               | R. Tamale Utd      |
| 1987      | non disputata                                        | non disputata | non disputata      |
| 1988      | non disputata                                        | non disputata | non disputata      |
| 1989      | Hearts of Oak                                        |               | Cornerstones       |
| 1989-1990 | Asante Kotoko                                        |               | Hearts of Oak      |
| 1991      | non disputata                                        | non disputata | non disputata      |
| 1991-1992 | Voradep                                              | 2-2 (3-2 dtr) | Neoplan Stars      |
| 1992-1993 | Obuasi Goldfields                                    | 4-3           | Mysterious Dwarfs  |
| 1993-1994 | Hearts of Oak                                        | 2-1           | Mysterious Dwarfs  |
| 1994-1995 | Great Olympics                                       |               | Hearts of Oak      |
| 1995-1996 | Hearts of Oak                                        | 1-0           | Ghapoha            |
| 1996-1997 | Ghapoha                                              | 1-0           | Okwawu Utd         |
| 1997-1998 | Asante Kotoko                                        | 1-0           | R. Tamale Utd      |
| 1999      | Hearts of Oak                                        | 3-1           | Great Olympics     |
| 2000      | Hearts of Oak                                        | 2-0           | Okwawu Utd         |
| 2001      | Asante Kotoko                                        | 1-0           | King Faisal Babies |
| 2002-10   | non disputata                                        | non disputata | non disputata      |
| 2010-2011 | Nania                                                | 1-0           | Asante Kotoko      |
| 2011-2012 | New Edubiase Utd                                     | 1-0           | Ashanti Gold       |
| 2012-2013 | Medeama                                              | 1-0           | Asante Kotoko      |
| 2013-2014 | Asante Kotoko                                        | 2-1           | Inter Allies       |
| 2014-2015 | Medeama                                              | 2-1           | Asante Kotoko      |
| 2015-2016 | Bechem Utd                                           | 2-1           | Okwawu Utd         |
| 2016-2017 | Asante Kotoko                                        | 3-1           | Hearts of Oak      |
| 2018      | sospesa a causa dello scioglimento della Federazione |               |                    |
| 2019      | non disputata                                        |               |                    |
| 2020      | non disputata a causa della pandemia di COVID-19     |               |                    |
| 2021      | Hearts of Oak                                        | 0-0 (8-7 dtr) | Ashanti Gold       |
| 2021-2022 | Hearts of Oak                                        | 2-1           | Bechem Utd         |
| 2022-2023 | Dreams                                               | 2-1           | King Faisal Babies |

## Vittorie per squadra
| Club               | Città        | Vittorie | Secondi posti | Anni vittorie                                                    |
| ------------------ | ------------ | -------- | ------------- | ---------------------------------------------------------------- |
| Hearts of Oak      | Accra        | 11       | 7             | 1973, 1974, 1979, 1981, 1989, 1994, 1996, 1999, 2000, 2021, 2022 |
| Asante Kotoko      | Kumasi       | 10       | 4             | 1958, 1959, 1960, 1978, 1984, 1990, 1998, 2001, 2014, 2017       |
| Real Republicans   | Accra        | 4        | -             | 1962, 1963, 1964, 1965                                           |
| Great Olympics     | Accra        | 3        | 1             | 1975, 1983, 1995                                                 |
| Medeama            | Tarkwa       | 2        | -             | 2013, 2015                                                       |
| Ashanti Gold       | Obuasi       | 1        | 3             | 1993                                                             |
| Okwawu Utd         | Nkawkaw      | 1        | 2             | 1986                                                             |
| Mysterious Dwarfs  | Cape Coast   | 1        | 2             | 1968                                                             |
| Cornerstones       | Kumasi       | 1        | 2             | 1965                                                             |
| Ghapoha            | Tema         | 1        | 1             | 1997                                                             |
| Sekondi Hasaacas   | Sekondi      | 1        | 1             | 1985                                                             |
| Eleven Wise        | Sekondi      | 1        | 1             | 1982                                                             |
| Bechem Utd         | Bechem       | 1        | 1             | 2016                                                             |
| New Edubiase Utd   | New Edubiase | 1        | -             | 2012                                                             |
| Dreams             | Accra        | 1        | -             | 2012                                                             |
| Nania              | Legon        | 1        | -             | 2011                                                             |
| Voradep            | Ho           | 1        | -             | 1992                                                             |
| Dumas Boys of GTP  | Tema         | 1        | -             | 1976                                                             |
| R. Tamale Utd      | Tamale       | -        | 2             | -----                                                            |
| Great Ashantis     | Kumasi       | -        | 2             | -----                                                            |
| King Faisal Babies | Kumasi       | -        | 2             | -----                                                            |
| Neoplan Stars      | Kumasi       | -        | 1             | -----                                                            |
| Bofoakwa Tano      | Sunyani      | -        | 1             | -----                                                            |
| Gold Stars         | Tarkwa       | -        | 1             | -----                                                            |
| Brong Ahafo Utd    | Sunyani      | -        | 1             | -----                                                            |
| All Blacks         | Swedru       | -        | 1             | -----                                                            |
| Akotex             | Akosombo     | -        | 1             | -----                                                            |
| Mighty Eagles      | Ho           | -        | 1             | -----                                                            |
| Inter Allies       | Accra        | -        | 1             | -----                                                            |